# Fulgentius von Ruspe

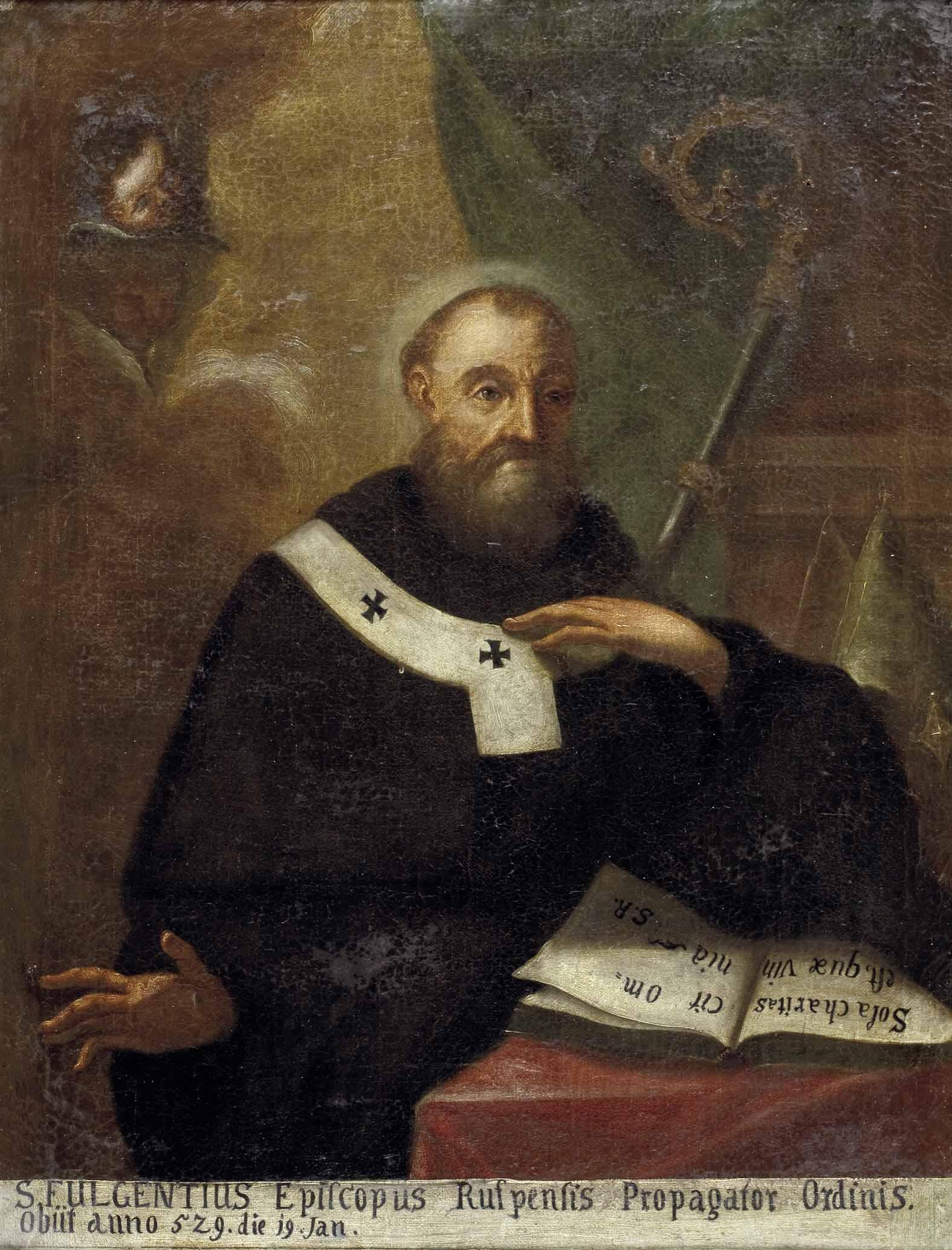

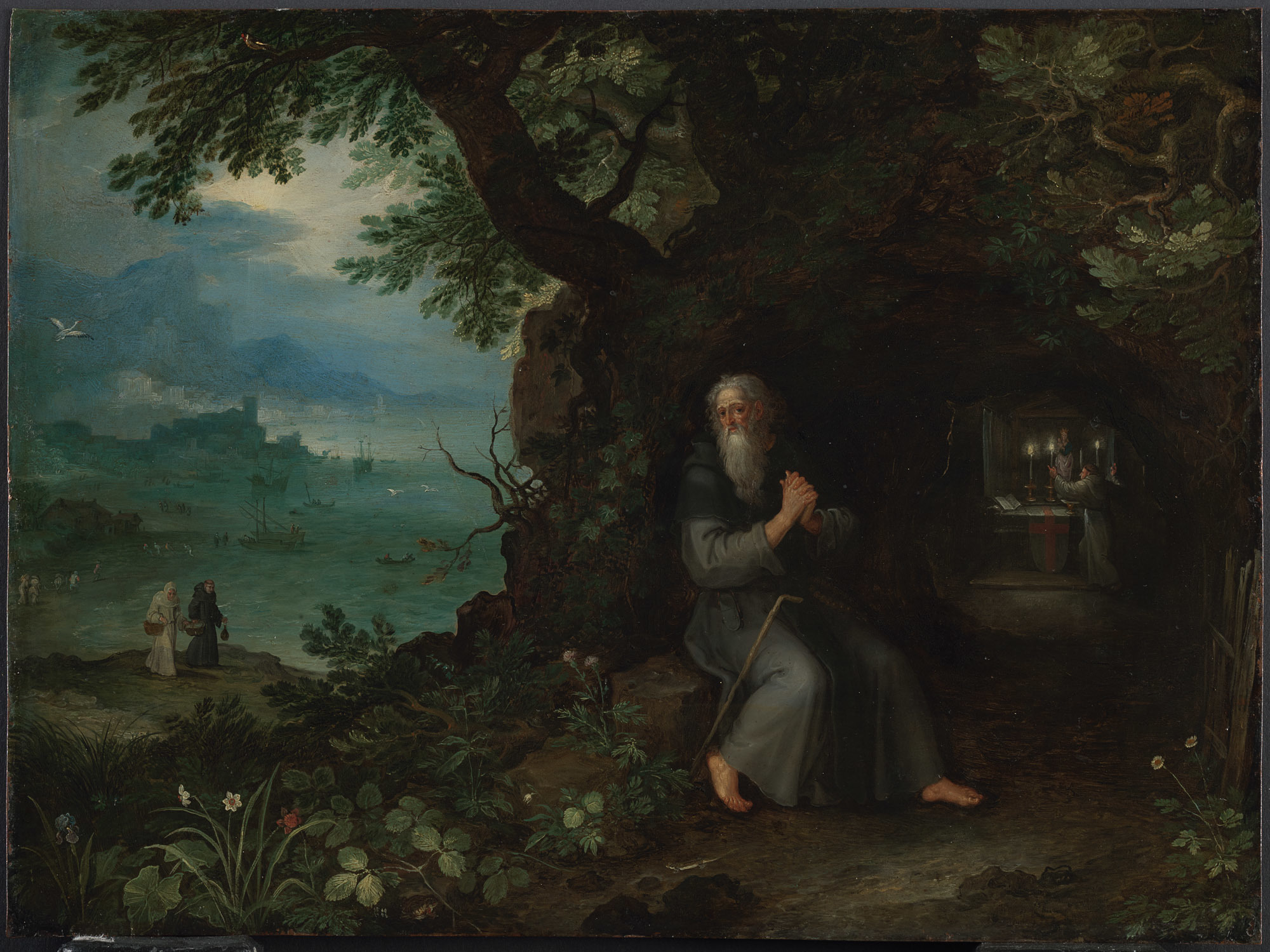
Jan Brueghel der Ältere: Landschaft mit Hl. Fulgentius

Fulgentius von Ruspe (lateinisch: Fulgentius Ruspensis, Fabius Claudius Gordianus Fulgentius; * um 462 oder 467 oder 468 in Telepte, Nordafrika; † 1. Januar 533 in Ruspe, Nordafrika) war Bischof von Ruspe und einflussreicher Kirchenschriftsteller der Generation nach Augustinus von Hippo. 

## Leben

### Kindheit und Jugend
Fulgentius wurde in Telepte, einer damals angesehenen Stadt in Afrika, als Kind von Claudius und Mariana geboren. Er hatte einen jüngeren Bruder, von dem jedoch nichts Näheres berichtet wird. Sein Vater Claudius war eifriger katholischer Christ. Der Vater lebte zuerst in Karthago, wurde allerdings von den Arianern verfolgt, deren Priester ihm sein Haus wegnahmen, und er zog deswegen nach Telepte. Fulgentius' Vater verstarb kurz nach dessen Geburt. Seine Mutter erzog den Jungen nun fromm und schickte ihn später zu gebildeten Lehrern, bei denen Fulgentius die damals gängigen Wissenschaften vermittelt bekam. Mit Fleiß und Gehorsam verfolgte er den Unterricht. Er galt als sanftmütig und demütig. Aufgrund seiner Leistungen übertrug man ihm die Stelle als Obersteuereinnehmer in der Provinz Byzacena. Alsbald jedoch verspürte er den Drang, sich der Welt zu entsagen und sich ganz Gott zu widmen. Sein Entschluss wurde bestärkt, nachdem er eine Predigt des heiligen Augustinus von Hippo gelesen hatte. Von deren Inhalte war er so ergriffen, dass er sein Amt niederlegte und sich dem Klosterleben widmete.

### Klosterleben
Er begab sich daraufhin zu Bischof Faustus nach Byzacena, der dort ein Kloster errichtet hatte. Dieser jedoch wies ihn mit den Worten „Gehe hin, und lerne erst in der Welt, ihre Vergnügungen verachten. Ist es glaublich, daß du, erzogen in der Weichlichkeit und dem Wohlleben, dich plötzlich zu unserer ärmlichen Lebensweise, zu unsern rauhen Kleidern, zu unsern Wachen und Fasten bequemen könnest?“, ab. Bescheiden, aber weise antwortete Fulgentius hierauf: „Derjenige, welcher mir dem Willen, ihm zu dienen, eingeflößt hat, kann mir auch wohl die nötige Kraft geben, dass ich meine Schwachheit besiege.“ Der Bischof, von dieser Antwort überwunden, bewilligte sein Begehren und Fulgentius trat 23-jährig ins Kloster ein. Seine Mutter ging daraufhin zum Bischof und forderte von diesem ihren Sohn zurück. Froh, den Schlingen der Welt entkommen zu sein, wollte Fulgentius jedoch nicht zu seiner Mutter zurückkehren und übergab ihr lediglich seine Güter zur Verwaltung, die später sein jüngerer Bruder an sich nahm. Im Kloster wurde er nun Novize.
Da die Arianer erneut zurückkehrten, war der Bischof gezwungen, die Stadt zu verlassen. Zuvor gab er Fulgentius den Rat, in ein benachbartes Kloster zu gehen, das von einem Abt namens Felix geleitet wurde. Als der Abt dies erfuhr, wollte er sofort von seinem Amt abtreten und Fulgentius seinen Posten übergeben. Fulgentius jedoch lehnte ab, wodurch sich die beiden die Leitung des Klosters über die folgenden sechs Jahre teilten. Felix kümmerte sich um das Zeitliche, Fulgentius um den Unterricht.

### Flucht nach Giffa
Durch einen verheerenden Einfall der Numidier zogen die beiden nach Giffa, einer Stadt im inneren Afrika zurück. Als ein arianischer Priester von ihrem Aufenthaltsort erfuhr, ließ er sie verhaften und verprügeln. Über die Vorgehensweise des Priesters war auch der damalige arianische Bischof erzürnt, so dass er den Priester dafür bestrafen lassen wollte. Fulgentius jedoch lehnte mit den Worten: „Einem Christen sei die Rache untersagt, und ich will weder die Frucht der Geduld, noch die Ehre, für Jesus Schmach gelitten zu haben, verlieren.“, ab. Von diesem Erlebnis geprägt fasste Fulgentius den Entschluss, nach Ägypten zu reisen, um dort in tiefer Einsamkeit Gott dienen zu können.

### Reise nach Sizilien
Hierfür bestieg er ein Schiff nach Sizilien, wo damals der gottselige Bischof Eulalius lebte und wirkte. Von diesem wurde er gütig aufgenommen. Nachdem Fulgentius ihn jedoch über sein Vorhaben unterrichtet hatte, versuchte dieser, ihm dies abwendig zu machen. Fulgentius erfuhr, dass sich ein großer Teil der Mönche Ägyptens vom päpstlichen Stuhl in Rom getrennt hatte und sich anstelledessen der Irrlehre hingäben. Fulgentius wurde hierdurch erschreckt, denn ihm lag die Einigkeit der Kirche am Herzen und er befürchtete, durch eine Ägyptenreise seinen Glauben zu verlieren. Er beschloss, auf Sizilien zu bleiben. Trotz seines geringen Lebensunterhaltes sorgte er sich fortan um die Armen, was den Bischof dazu veranlasste, sich an seiner Liebe zu erbauen. Fulgentius strebte jedoch nun gen Rom.

### Reise nach Rom
Im Jahre 500 n. Chr. reiste Fulgentius nach Rom, um die Gräber der Apostel Petrus und Paulus zu besichtigen. Genau zu dieser Zeit hielt Theoderich, König von Italien, seinen ersten Einzug in der Stadt. Vom Anblick des Königs beeinflusst, rief Fulgentius: „Ach wenn das irdische Rom so schön ist, wie muss erst das himmlische Jerusalem sein! Wenn in diesem vergänglichen Leben Gott die Anhänger und Liebhaber der Eitelkeit mit so großem Glanze umgibt, welche Ehre, welche Herrlichkeit, welche Seligkeit muß er erst seinen Heiligen im Himmel vorbereitet haben!“

### Rückkehr nach Afrika
Kurze Zeit nach seinem Aufenthalt in Rom kehrte Fulgentius nach Afrika zurück. In Bycazene stiftete er ein Kloster, zu dessen Vorstand man ihn erheben wollte. Um dem zu entgehen, zog er sich an ein kleines, am Meeresufer gelegenes Kloster zurück. Hier brachte er seine Zeit mit Gebet und Arbeit zu, wurde aber entdeckt und musste auf Befehl des Bischofs Faustus das Kloster verlassen, um sich gegen seinen Willen zum Priester weihen zu lassen, um sodann die Leitung seines eigenen Klosters zu übernehmen. Durch den Einfall der Arianer waren viele Bischöfsämter in Nordafrika leer geworden, die man wieder mit neuen, frommen Männern zu besetzen gedachte. Auch Fulgentius sollte ein solches Amt belegen; hielt sich jedoch während der Wahlzeit geschickt verborgen und trat erst wieder auf, als er davon überzeugt war, man habe seiner vergessen. Jedoch wurde er entdeckt und gegen seinen Willen zum Bischof von Ruspe in Nordafrika gewählt. Trotz seines neuen Amtes führte er seine strenge Lebensweise fort. Seine Kleidung zu dieser Zeit bestand aus einem ärmlichen, wollenen Unterkleid und er verzichtete darauf, Schuhe zu tragen, zum Schlafen legte er sich auf den Boden. Seine Decke war ein Kleid. Er ernährte sich von Gemüse, Wurzeln und Eiern und trank Quellwasser, das er erst in hohem Alter mit etwas Wein vermischte. Er verzichtete auf den Konsum von Fleisch und würzte seine Speisen nicht. Durch diese Demut erlangte er die Liebe aller Menschen, sogar den Respekt seiner Feinde. Er gedachte, neben der Kirche ein Kloster erbauen zu lassen.

### Verbannung nach Sardinien und Reise nach Karthago
Bevor er diesen Plan jedoch ausführen konnte, verbannte ihn der Vandalenkönig Thrasamund zusammen mit sechs anderen Bischöfen nach Sardinien. Doch auch in der Verbannung verschaffte sich Fulgentius den Respekt und die Anerkennung seiner Leidensgenossen. Mit einigen dieser führte er auch dort sein klösterliches Leben weiter. In dieser Zeit verfasste er mehrere Briefe an seine verlassene Heimat, um sie zu trösten und ihren Glauben zu stärken. Als der Vandalenkönig erfahren hatte, dass Fulgentius der gelehrteste Verteidiger des katholischen Glaubens sei, ließ er ihn zu sich nach Karthago rufen. Der König ließ Fulgentius eine Schrift mit Einwürfen gegen den Glauben zukommen mit dem Befehl, eine kurze Antwort zu geben. Fulgentius tat dies so bündig, dass Thrasamund ihm erlaubte, in Karthago zu bleiben. Mit größtem Eifer und durch Klugheit trat Fulgentius nun den Irrlehrern entgegen und festigte den Glauben der Einheimischen; es gelang ihm, die Schleichwege der Ketzer aufzudecken. Durch dieses Vorgehen erzürnt, verfügten diese, dass Fulgentius erneut nach Sardinien verbannt werde. Im Jahre 515, nach anderen Quellen 520, wurde Fulgentius erneut von Thrasamund nach Sardinien verbannt. 

### Rückkehr nach Ruspe
523 schließlich konnte er unter Hilderich nach Ruspe zurückkehren. Bei seiner Rückkehr wurde Fulgentius von den jubelnden Menschenmassen beinahe erdrückt. Die Bewohner der Stadt kamen ihm mit Fackeln und Zweigen entgegen und geleiteten ihn in die Stadt. Gleich nach seiner Ankunft nahm Fulgentius seine Tätigkeiten als Bischof wieder auf und beseitigte die Missstände, die während seiner Abwesenheit aufgekeimt waren. Die Ausübung seiner Ämter jedoch zehrte an seinen Kräften. Da er bemerkte, dass sein Leben bald ein Ende finden würde, zog er in ein Kloster auf der nahegelegenen Insel Cenae. Auf Drängen seiner Gemeinde aber kehrte er nach Ruspe zurück, wo er jedoch erkrankte. Während der 60 Tage wiederholte er unaufhörlich die Worte: „Herr, verleihe mir jetzt (die) Geduld und nachher die Verzeihung.“ Sterbend ließ er seine Geistlichen und Mönche versammeln, in deren Anwesenheit er am Morgen des 1. Januar 533 65-jährig, nach anderen Quellen gar 70-jährig, verstarb. Er wurde in der Kirche in Ruspe begraben. Seine sterblichen Überreste befinden sich in der Kathedrale von Bourges.

## Schriften
In seinen Schriften setzte er sich vor allem für die Prädestinations- und Gnadenlehre des Augustinus und für eine liebevolle Offenmütigkeit auch Andersdenkenden gegenüber ein, bekämpfte jedoch entschieden den in Südgallien verbreiteten Semipelagianismus sowie den Arianismus der Vandalen. Aufgrund der Zeitgebundenheit seiner Werke sind sie mit Ausnahme von De fide ad Petrum, das lange Zeit Augustinus zugeschrieben wurde, später kaum rezipiert oder dogmatisch verwendet worden. Sein Schüler, der karthagische Diakon Fulgentius Ferrandus, schrieb eine Lebensbeschreibung des Fulgentius. 
Fulgentius wird in der katholischen Kirche als Heiliger verehrt, sein Gedenktag ist der 1. Januar.

## Ausgaben
- Migne Patrologia Latina, Vol. 65